# بوئینگ ورتول سی‌اچ-۴۶ سی‌نایت
بوئینگ ورتول سی‌اچ-۴۶ سی‌نایت (به انگلیسی: Boeing Vertol CH-46 Sea Knight) ملقب به «شوالیهٔ دریا» یک بالگرد ترابری نظامی سنگین-میانه با آرایش پروانه‌های پشت سرهم با دو موتور توربوشفت است. این بالگرد توسط شرکت وِرتول طراحی و توسط شرکت سامانه‌های بالگردی بوئینگ ساخته شد.
توسعه شوالیه دریا، که در ابتدا توسط شرکت Vertol Model 107 تعیین شده بود، در سال ۱۹۵۶ آغاز شد. این به عنوان جانشین نسل اول موتور روتور، مانند H-21 "Flying Banana"، تصور می‌شد. مجهز به موتورهای پیستونی در جای خود، V-107 از موتور توربوشفت ظهور استفاده کرد.
در ۲۲ آوریل ۱۹۵۸، نمونه اولیه V-107 اولین پرواز خود را انجام داد. در طی ژوئن ۱۹۵۸، ارتش ایالات متحده قراردادی برای ساخت ده هواپیمای استاندارد تولید، که به عنوان YHC-1A تعیین شده، براساس V-107 منعقد کرد. این دستور اولیه بعداً به سه YHC-1A کاهش یافت. در طی سال ۱۹۶۱، سپاه تفنگداران دریایی ایالات متحده ، که در حال بررسی نیازهای خود برای یک بالگرد تهاجمی باری / نیروگاهی با توربین متوسط، دو توربین بود، مدل 107M بوئینگ ورتول را به عنوان مبنایی برای ساخت یک موتور روتاری مناسب برای پاسخگویی به آنها انتخاب کرد. نیاز دارد. که به زبان عامیانه به عنوان «قورباغه» و به‌طور رسمی به عنوان «شوالیه دریایی» شناخته می‌شود.
از زمان معرفی آن در زمان جنگ ویتنام تا زمان بازنشستگی در خط مقدم در سال ۲۰۱۴ در سراسر محیط عملیاتی سپاه تفنگداران دریایی ایالات متحده فعالیت می‌کرد. دریای دریایی توسط USMC برای تأمین حملات حملات هوایی، شبانه‌روزی نیروهای جنگی، تجهیزات و تجهیزات مورد استفاده قرار گرفت تا اینکه در طی سالهای ۲۰۱۰ توسط MV-22 Osprey جایگزین شد.
USMC همچنین از هلی کوپتر برای پشتیبانی جنگی، جستجو و نجات (SAR)، تخلیه تلفات و بازیابی تاکتیکی هواپیما و پرسنل (TRAP) استفاده کرد. شوالیه دریایی همچنین به عنوان هلی کوپتر استاندارد متوسط بالابر نیروی دریایی ایالات متحده قبل از اینکه سرویس آن به تدریج به سود MH-60S Knighthawk در اوایل دهه ۲۰۰۰ خارج شود، عمل می‌کرد. چندین اپراتور خارج از کشور نیز روتور کرافت را بدست آوردند. کانادا از شوالیه دریایی استفاده می‌کرد که به عنوان CH-113 تعیین شده است. این نوع عمدتاً تا سال ۲۰۰۴ در نقش جستجو و نجات (SAR) مورد استفاده قرار می‌گرفت. سایر مشتریان صادراتی برای این نوع شامل ژاپن، سوئد و عربستان سعودی بودند. نسخه تجاری روتورکرافت BV 107-II است که معمولاً "Vertol" نامیده می‌شود.

## طراحی

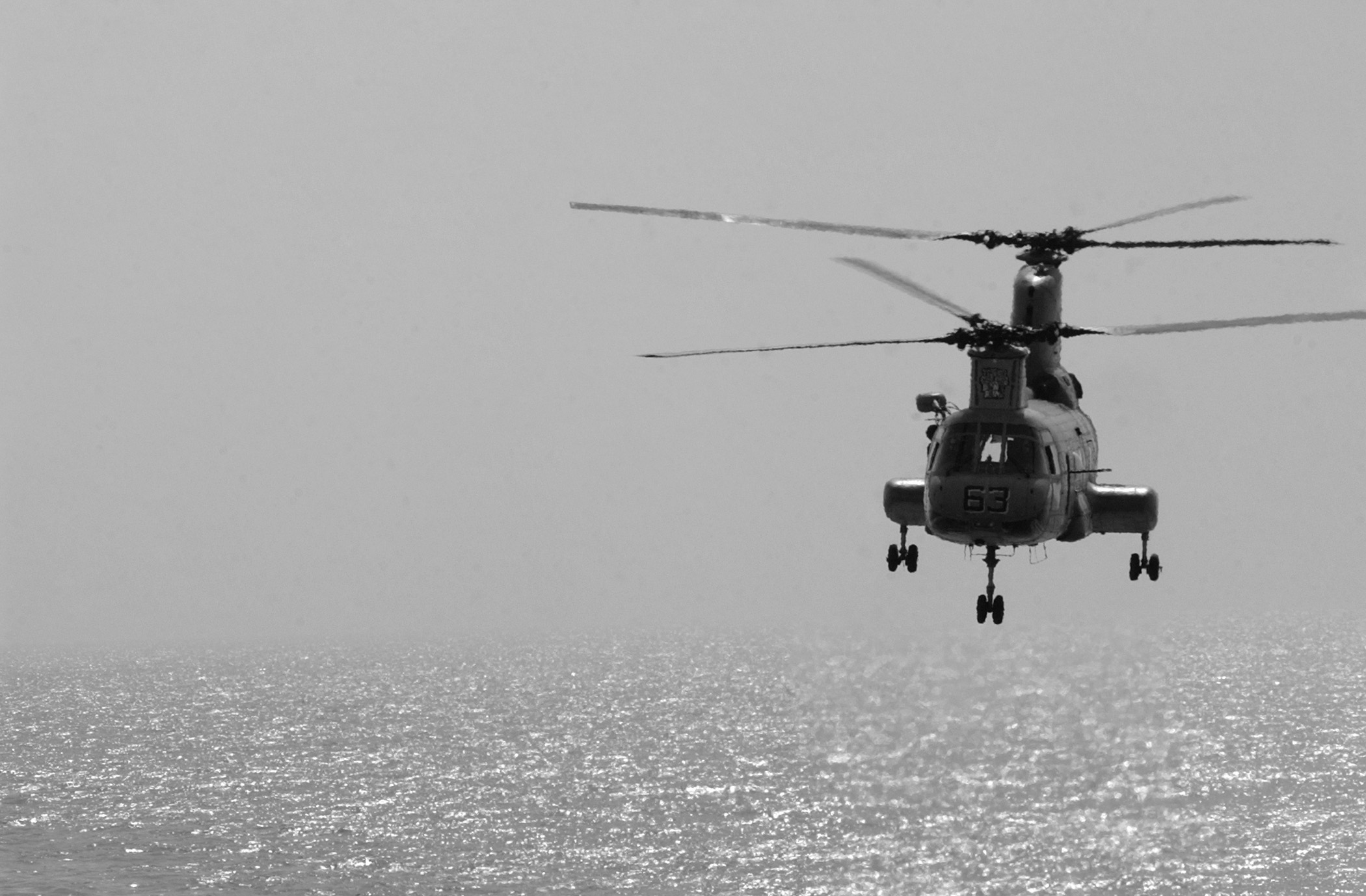
سی نایت حمل تدارکات، با ارابه فرود دارای سه چرخ

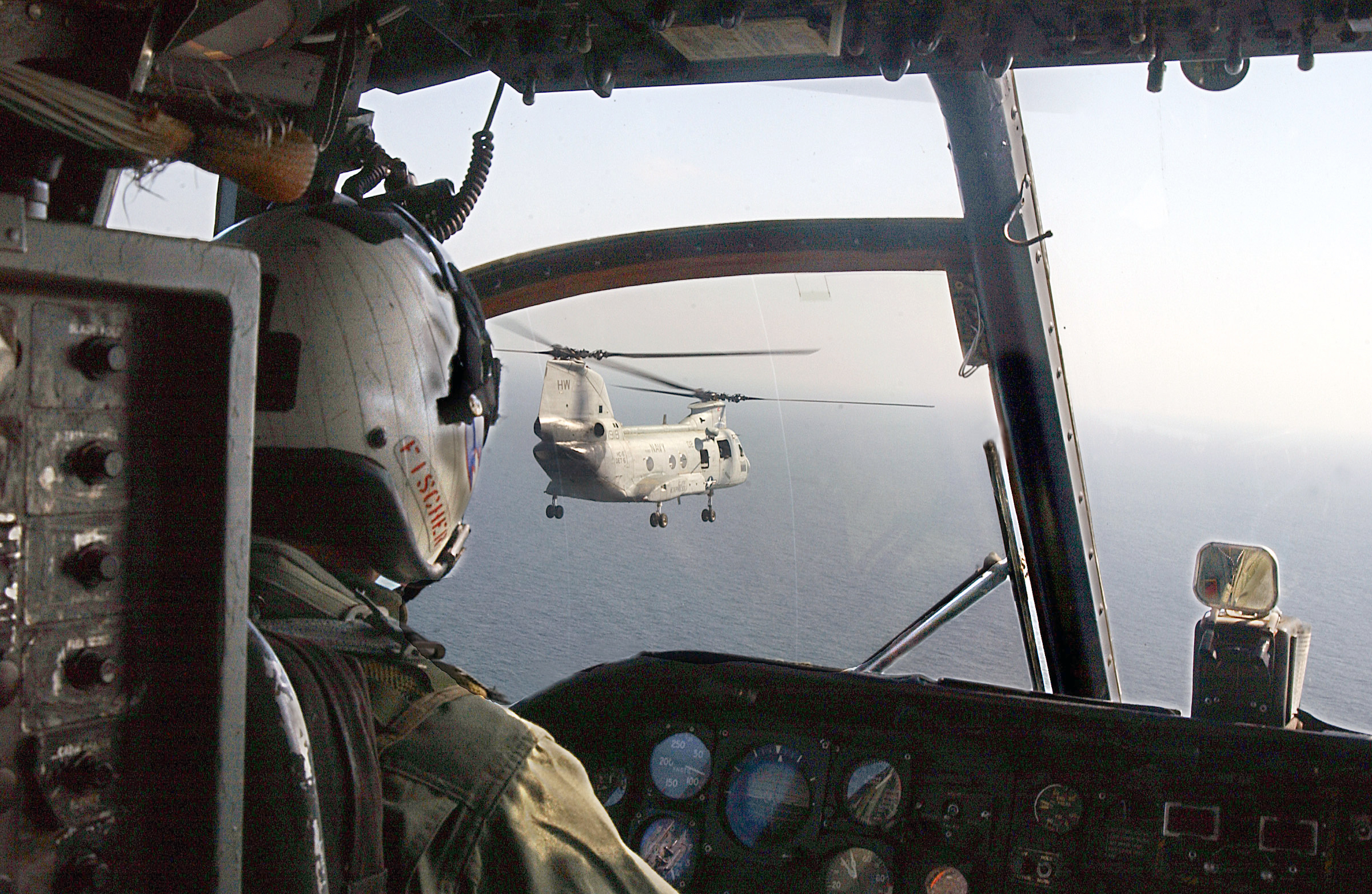
زاویه دید خلبان

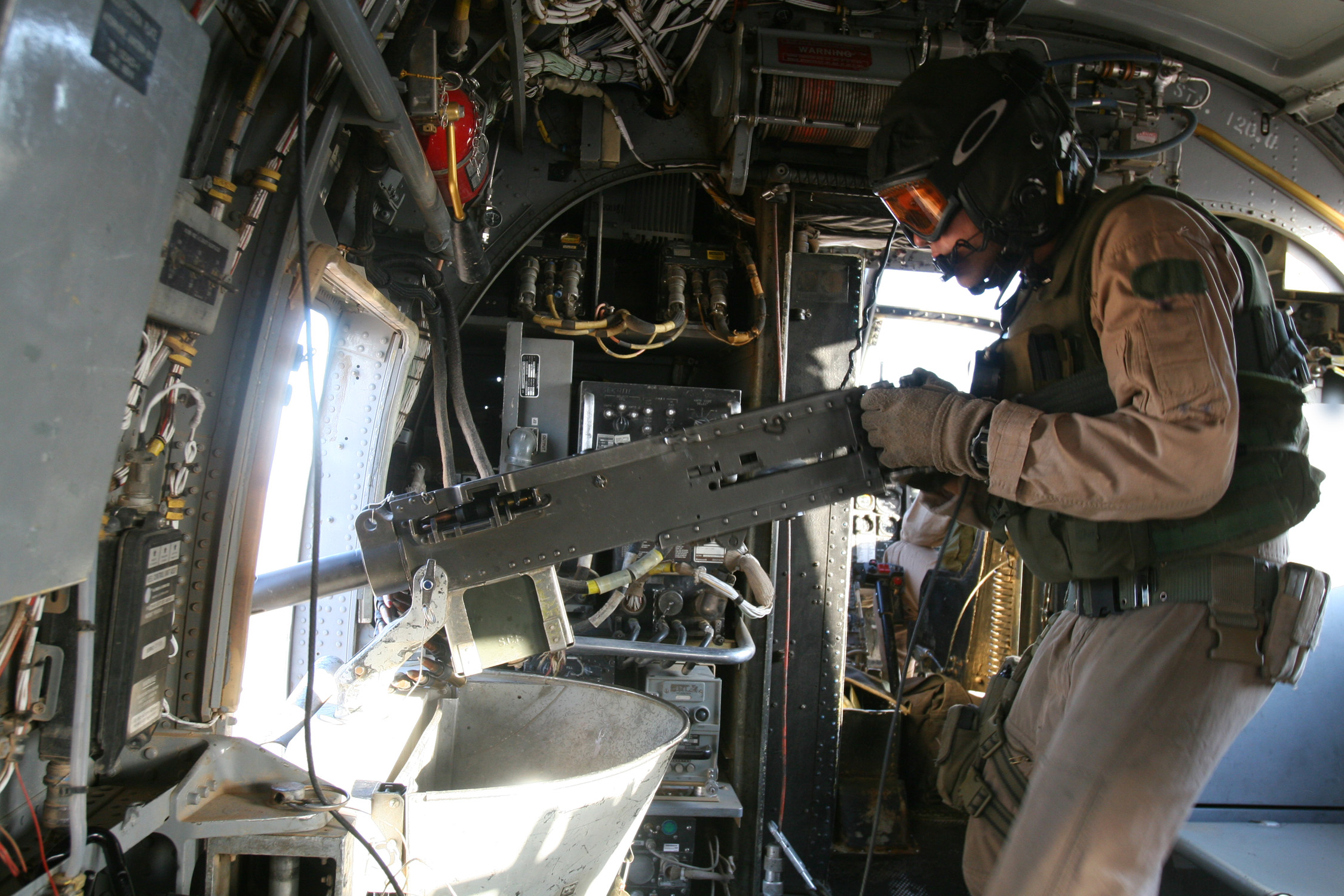
یک توپچی درب که یک مسلسل ام۲ کالیبر ۵۰ را بر روی یک تفنگدار دریایی سی‌اچ-۴۶ سوار می‌کند، آگوست ۲۰۰۶

بوئینگ ورتول سی‌اچ-۴۶ سی‌نایت یک هلیکوپتر ترابری با بالابر متوسط است که با مجموعه ای از روتورهای اصلی ضد چرخش در پیکربندی روتور پشت سر هم مجهز شده است. این موتور معمولاً توسط یک جفت موتور توربوشفت جنرال الکتریک T58 نیرو می‌گرفت که در هر طرف پایه روتور عقب نصب شده بود. نیرو به روتور جلو از موتورهای نصب شده در عقب از طریق یک شفت محرک منتقل می‌شد. برای بهینه شدن، هر دو موتور به گونه ای جفت شده‌اند که هر یک از آنها قادر به تأمین انرژی هر دو روتور اصلی در صورت خرابی یک موتور یا شرایط اضطراری مشابه باشد. هر یک از روتورها دارای سه تیغه هستند که می‌توان آنها را تا کرد تا عملیات ذخیره‌سازی و دریایی را تسهیل کند. سی‌اچ-۴۶ دارای یک ارابه فرود سه چرخه ثابت است که دارای چرخ‌های دوقلو در هر سه‌پایه ارابه فرود است. این پیکربندی منجر به بالاتر رفتن دماغه می‌شود و به تسهیل بارگیری و تخلیه محموله کمک می‌کند. دو تا از ارابه‌های فرود اصلی در درب‌های عقب بیرون زده نصب شده بودند. فضای داخلی آزاد درب‌ها نیز برای قرار دادن مخازن سوخت استفاده می‌شود که ظرفیت کل آن ۳۵۰ گالن (۱٬۴۳۸ لیتر) است.
فضای داخلی سی‌اچ-۴۶ که تا حد زیادی توسط محفظه بار آن اشغال شده بود، با یک رمپ بارگیری عقب می‌توانست در پرواز برای حمل محموله‌های طویل یا رها کردن چتر نجات برداشته شود یا باز بماند. چیدمان مختلفی به‌طور معمول برای کمک به استفاده از آن به عنوان یک روتورکرافت کاربردی ارائه می‌شد، مانند یک وینچ داخلی که در داخل کابین جلو نصب شده است و می‌تواند برای کمک به بارگیری با کشیدن محموله‌های خارجی روی پالت‌ها به داخل هواپیما از طریق سطح شیب دار و غلتک‌ها استفاده شود. همچنین یک قلاب باری نصب شده روی شکم بالگرد که معمولاً برای حمل محموله‌های خارجی در زیر سی نایت ۱۰٬۰۰۰ پوند (۴٬۵۰۰ کیلوگرم) دیده می‌شود. علی‌رغم اینکه قلاب برای حمل حداکثر ۱۰٬۰۰۰ پوند (۴٬۵۰۰ کیلوگرم) ساخته شده بود، با افزایش سن، این میزان به دلیل ایمنی بیشتر محدود به بار کمتری بود. هنگامی که سی‌اچ-۴۶ در یک پیکربندی معمولی کار می‌کرد، معمولاً توسط سه خدمه اداره می‌شد. در صورت لزوم می‌تواند خدمه بیشتری را در خود جای دهد که بستگی به جزئیات مأموریت دارد. به عنوان مثال، یک عملیات جستجو و نجات (SAR) معمولاً پنج خدمه (خلبان، کمک خلبان، رئیس خدمه، شناگر و پزشک) را برای انجام تمام جنبه‌های چنین عملیاتی حمل می‌کند. برای دفاع از خود، یک مسلسل براونینگ ۰٫۵۰ اینچی (۱۲٫۷ میلی‌متری) را می‌توان در هر طرف هلیکوپتر نصب کرد. خدمت در جنوب شرقی آسیا منجر به اضافه شدن زره همراه با مسلسل شد.
سی‌اچ-۴۶ در واقع یک هلیکوپتر نیمه آبی خاکی بود و می‌توانست مستقیماً روی آب فرود بیاید و تا آب آرام استراحت کند. درب‌های عقب می‌توانست دو واحد از سه واحد ارابه فرود و همچنین مخازن سوخت را در خود جای می‌دهند.